# Дълбоката държава
„Дълбоката държава“ (на английски: Deep State) е британски шпионски сериал, по сценарий и по идея на Матю Паркхил и Саймън Максуел, първоначално излъчен по Fox във Великобритания на 5 април 2018 г.
Първите серии в осем части, в чийто засменане започна през май 2017 г., участват Марк Стронг в ролята на Макс Ийстън, бивш полев агент за MI6, който е вербуван обратно на терена., В сериала участват още Джо Демпси, Карима Макадамс, Лайн Рене, Анастасия Грифит и Алистър Петри.
Сериалът е продуциран от Endor Productions за Fox Networks Group от Европа и Африка. Освен че създава поредицата, Паркхил служи и като изпълнителен продуцент и режисьор на четири от осемте епизода. Премиерата на сериала е в САЩ на 17 юни 2018 г. на Epix.
Втора поредица беше поръчана на 5 април 2018 г. Премиерата на втората поредица беше на 28 април 2019 г. в САЩ, с участието на Уолтън Гогинс като бивш оперативен агент на ЦРУ, въвлечен в политическа криза в Мали.

## „Дълбоката държава“ В България
В България сериалът първоначално е излъчен по FOX и FOX Crime на 10 април 2018 г. Втори сезон започва на 13 април 2019 г.
На 13 ноември 2018 г. започва излъчване по БНТ 1, всеки делник от 22:00 ч. На 13 октомври 2020 г. започва повторно излъчване със същото разписание.
Дублажът е на Андарта Студио. Ролите се озвучават от Ивет Лазарова, Петя Абаджиева, Тодор Георгиев, Христо Чешмеджиев и Станислав Димитров, а в дублажа на БНТ участват София Джамджиева, Анета Генова, Христо Узунов, Явор Караиванов, Мартин Герасков и Любомир Младенов.